# Папапапаи-Таи
Папапапаи-Таи (англ. Papapapai'tai Falls) — водопад на острове Уполу в Самоа.
Находится у автомобильной трассы Кросс-айлэнд-роуд (англ. Cross Island Rd), протяжённостью 23 километра, которая соединяет Апиа с деревней Сиуму
Папапапаи-Таи, также известный как Тиави, расположен справа от дороги, в трёх километрах от поворота на озеро Ланотоо и в 13,5 км от Апиа.
Поток воды, высотой 100 метров, ниспадает в ущелье обильно покрытое растительностью.